# Ocyceros birostris
Ocyceros birostris е вид птица от семейство Носорогови птици (Bucerotidae).

## Разпространение
Видът е разпространен в Бангладеш, Индия, Непал и Пакистан.